# جونغ وون جين
جونغ وون جين ولد في العاشر من شهر أغسطس عام 1994م، بكوريا الجنوبية. هو لاعب كرة قدم في كوريا الجنوبية يلعب دور لاعب خط وسط ولاعب في نادي إف سي سيئول في الدوري الكوري الجنوبي الدرجة الأولى لكرة القدم.. لعب مع بوهانغ ستيلرز.

## الأندية التي لعب بها جونغ وون جين

### بوهانج ستيلرز
انضم جونغ إلى بوهانج ستيلرز في عام 2016م وقدم أول مباراة له مع نادي أوراوا ريد دايموندز في دوري أبطال آسيا في 2 مارس 2016م. في 12 مارس 2016م، ظهر لأول مرة في الدوري الكوري الممتاز ضد جوانج جو.

### جيونجنام اف سي
انضم جونغ إلى نادي جيونجنام على سبيل الإعارة في 28 ديسمبر 2016م.

### إف سي سيئول
انضم جونغ إلى نادي إف سي سيئول في 28 يوليو 2018م.

## روابط خارجية
- جونغ وون جين على موقع دوري كوريا الجنوبية (الإنجليزية)
- جونغ وون جين على موقع قاعدة بيانات كرة القدم.إي يو (الإنجليزية)
- جونغ وون جين على موقع Soccerway.com (الإنجليزية)